# كارلوس إروين أرياس
كارلوس إروين أرياس (بالإسبانية: Carlos Erwin Arias) (27 أبريل 1980 بسانتا كروز دي لا سييرا في بوليفيا - ) هو مدرب كرة قدم ولاعب كرة قدم بوليفي في مركز حراسة المرمى. شارك مع منتخب بوليفيا تحت 20 سنة لكرة القدم ومنتخب بوليفيا لكرة القدم. أما مع النوادي، فقد لعب مع ذي سترونغيست ومكابي نتانيا ونادي بوليفار ونادي قرطبة وأورينتي بيتروليرو ونادي بلومينغ.

## وصلات خارجية
- كارلوس إروين أرياس على موقع الاتحاد الدولي (مؤرشف)  (الإنجليزية)
- كارلوس إروين أرياس على موقع قاعدة بيانات كرة القدم.إي يو (الإنجليزية)
- كارلوس إروين أرياس على موقع ناشيونال فوتبول تيمز (الإنجليزية)
- كارلوس إروين أرياس على موقع Soccerway.com (الإنجليزية)